# 福井地方裁判所
福井地方裁判所（ふくいちほうさいばんしょ）は、福井県福井市にある日本の地方裁判所の一つで、福井県を管轄している。略称は、福井地裁（ふくいちさい）。武生、敦賀に支部を置いている。

## 概要
福井県を管轄しており、福井地方裁判所には福井市に置かれている本庁のほか、武生（越前市）、敦賀市の2市に地方裁判所と家庭裁判所の支部を設置しているほか、前述の3箇所にくわえ大野市、小浜市の2箇所を加えた5箇所に簡易裁判所を設置している。また、本庁には検察審査会も設置されている。

## 本庁舎建築概要
福井地方裁判所は、先々代の本庁舎は1945年7月に福井空襲により焼失し、先代本庁舎は竣工間もない1948年6月の福井地震により倒壊した。現在の庁舎はそれら戦災、地震と相次いだ惨禍からの福井市復興のシンボルとして国内屈指の規模の堅牢なる庁舎建築として建設されたものである。当建築は戦後の裁判所庁舎建築のはじまりとされ、機能面においても当時代最も斬新な裁判所庁舎であるという評価を得ている。
- 着工 - 1949年12月
- 竣工 - 1954年1月
- 規模 - 地上3階+塔屋3階、地下1階。階高は各階5メートル
- 構造 - SRC、タイル張り

## 所在地
- 本庁：福井県福井市春山一丁目1番1号  北緯36度4分3.3秒 東経136度13分1.4秒 / 北緯36.067583度 東経136.217056度
京福バス「裁判所前」下車
すまいるバス 北ルート「裁判所前」下車
福井鉄道福武線 仁愛女子高校駅より徒歩約3分
北陸新幹線、ハピラインふくい線、えちぜん鉄道勝山永平寺線 福井駅より徒歩約13分
えちぜん鉄道三国芦原線 田原町駅より徒歩約14分
北陸自動車道福井ICより約20分

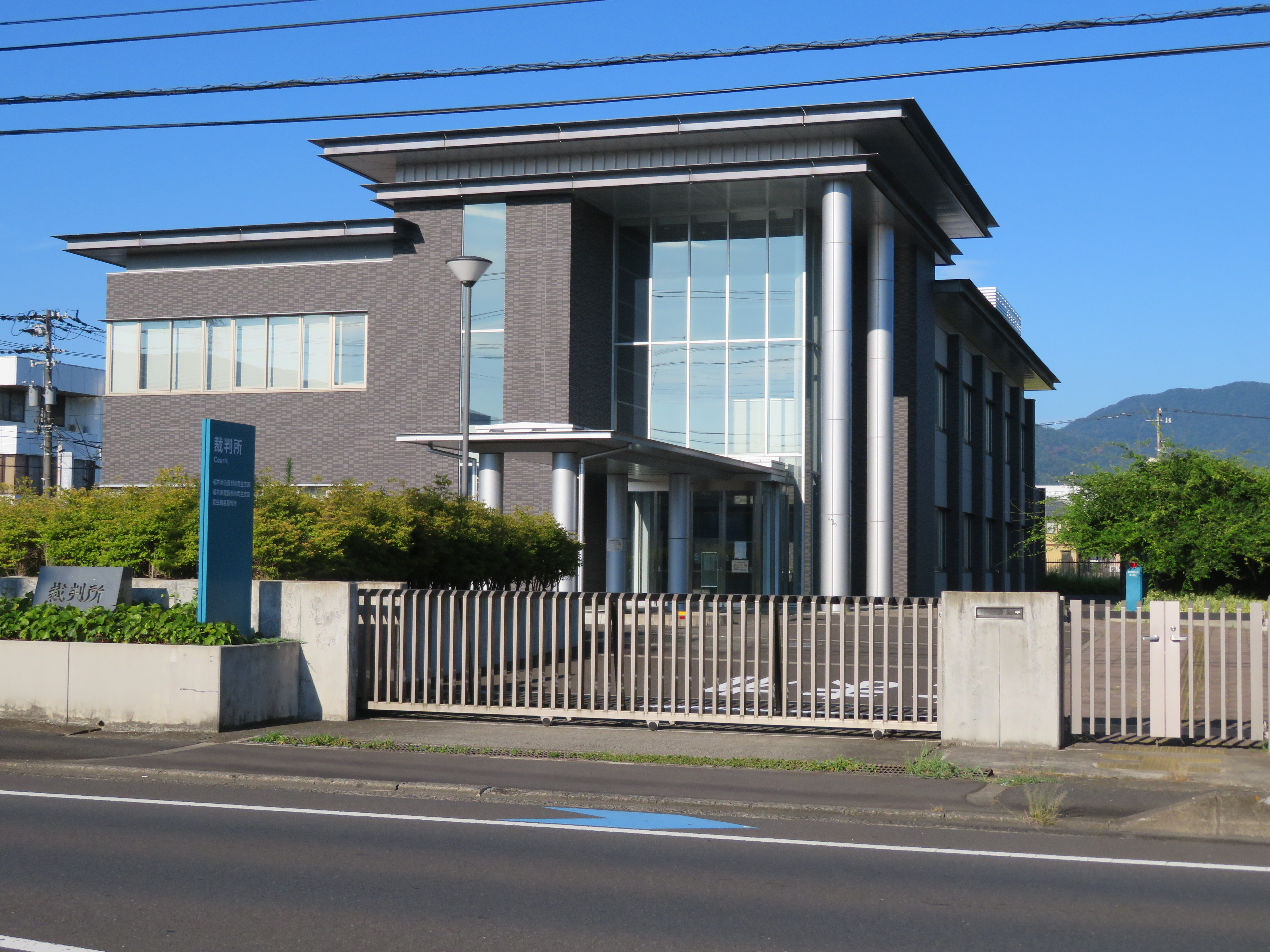
武生支部：福井県越前市日野美二丁目6番地  北緯35度54分2.9秒 東経136度9分14.3秒 / 北緯35.900806度 東経136.153972度
ハピラインふくい線 武生駅より徒歩約24分、福井鉄道福武線 たけふ新駅より徒歩約27分
福井鉄道（福鉄バス）「武生口」下車約2分
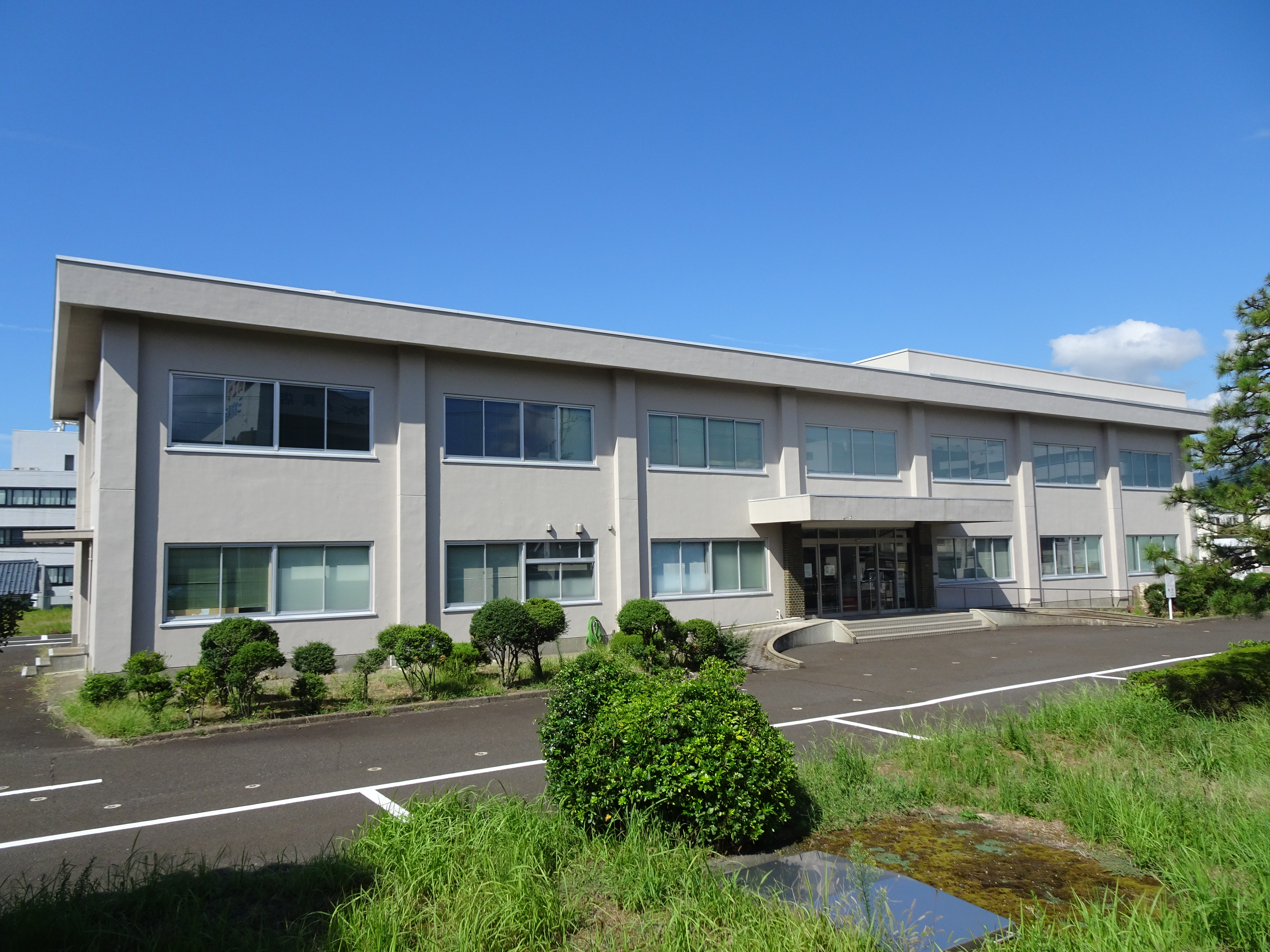
敦賀支部：福井県敦賀市松栄町6番10号  北緯35度39分11.4秒 東経136度3分43.9秒 / 北緯35.653167度 東経136.062194度
北陸新幹線・北陸本線・小浜線、ハピラインふくい線 敦賀駅より徒歩約25分
敦賀市コミュニティバス 、福井鉄道（福鉄バス）「市立病院前」下車約3分

- 武生支部
- 敦賀支部

## 沿革
- 1876年（明治9年） - 金沢裁判所福井支所として福井市佐佳枝上町漆門内（現在の福井市中央1丁目、新栄商店街）に設置。
- 1890年（明治23年） - 福井地方裁判所として定着。
- 1945年（昭和20年） - 福井市佐佳枝下町（現在の福井市春山1丁目）の現在地に移転。

## 管轄区域
本庁
- 福井市・あわら市・坂井市・吉田郡永平寺町・大野市・勝山市

武生支部
- 越前市・鯖江市・南条郡南越前町・今立郡池田町・丹生郡越前町

敦賀支部
- 敦賀市・三方郡美浜町・三方上中郡若狭町・小浜市・大飯郡（高浜町・おおい町）

※ただし、行政事件、各支部の合議事件、執行事件（不動産競売、債権、財産開示）、少年事件は本庁でそれぞれ取り扱う。

### 管内の簡易裁判所
- 本庁
  - 福井簡易裁判所（福井市・あわら市・坂井市・吉田郡）
  - 大野簡易裁判所（大野市・勝山市） - 福井県大野市弥生町1-11 北緯35度58分57.1秒 東経136度29分49.2秒 / 北緯35.982528度 東経136.497000度
    - JR越美北線（九頭竜線）越前大野駅より徒歩2分。
- 武生支部
  - 武生簡易裁判所（越前市・鯖江市・南条郡・今立郡・丹生郡）
- 敦賀支部
  - 敦賀簡易裁判所（敦賀市・三方郡・三方上中郡若狭町（相田・生倉・井崎・岩屋・上野・上瀬・海山・小川・北前川・気山・倉見・東黒田・佐古・島の内・塩坂越・成願寺・白屋・世久見・田井・田上・館川・田名・中央・常神・鳥浜・成出・能登野・藤井・三方・神子・南前川・向笠・遊子・横渡）
  - 小浜簡易裁判所 (小浜市・大飯郡・三方上中郡若狭町（敦賀区検察庁の管轄区域を除く） - 福井県小浜市城内1丁目1-2 北緯35度30分11.6秒 東経135度44分52秒 / 北緯35.503222度 東経135.74778度
    - JR小浜線 小浜駅より徒歩20分。

## 歴代所長
| 氏名       | 修習期                 | 在任期間                                                | 前職                               | 後職                         |
| ---------- | ---------------------- | ------------------------------------------------------- | ---------------------------------- | ---------------------------- |
| 藤本忠雄   | 高輪2期 （任官31年目） | 1978年（昭和53年）6月 -                                 | 名古屋高等裁判所部総括判事         | 岐阜地方・家庭裁判所所長     |
| 賀集唱     | 4期 （任官29年目）     | 1980年（昭和55年）11月 -                                | 東京高等裁判所判事                 | 和歌山地方裁判所所長         |
| 村上昭雄   | 4期 （任官31年目）     | 1982年（昭和57年）4月 -                                 | 高松地方・家庭裁判所部総括判事     | 大阪高等裁判所部総括判事     |
| 青山惟道   | 4期 （任官34年目）     | 1985年（昭和60年）8月 -                                 | 福島家庭裁判所所長                 | （定年退官・弁護士登録）     |
| 菅本宣太郎 | 8期 （任官33年目）     | 1989年（平成元年）3月 -                                 | 東京高等裁判所判事                 | （依願退官・簡易裁判所判事） |
| 菅原晴郎   | 14期 （任官30年目）    | 1991年（平成3年）3月 -                                  | 東京地方裁判所部総括判事           | 前橋家庭裁判所所長           |
| 岡崎彰夫   | 15期 （任官31年目）    | 1993年（平成5年）9月 -                                  | 司法研修所教官                     | 司法研修所教官               |
| 笠井達也   | 16期 （任官32年目）    | 1995年（平成7年）4月 -                                  | 名古屋高等裁判所判事               | 大坂高等裁判所部総括判事     |
| 谷口恵一   | 17期 （任官32年目）    | 1996年（平成8年）12月 -                                 | 大阪地方裁判所部総括判事           | 大坂高等裁判所部総括判事     |
| 大内捷司   | 19期 （任官31年目）    | 1998年（平成10年）2月10日 - 1999年（平成11年）7月11日   | 名古屋地方裁判所部総括判事         | 名古屋高等裁判所部総括判事   |
| 川原誠     | 20期 （任官32年目）    | 1999年（平成11年）7月12日 - 2001年（平成13年）2月27日   | 名古屋地方裁判所部総括判事         | 津地方・家庭裁判所所長       |
| 熊田士朗   | 23期 （任官30年目）    | 2001年（平成13年）2月28日 - 2002年（平成14年）11月5日   | 名古屋地方裁判所部総括判事         | 名古屋高等裁判所部総括判事   |
| 三宅俊一郎 | 23期 （任官32年目）    | 2002年（平成14年）11月6日 - 2005年（平成17年）3月14日   | 名古屋地方裁判所部総括判事         | 名古屋高等裁判所部総括判事   |
| 坂本慶一   | 24期 （任官33年目）    | 2005年（平成17年）3月15日 - 2006年（平成18年）7月11日   | 名古屋地方裁判所部総括判事         | 名古屋高等裁判所部総括判事   |
| 大渕敏和   | 25期 （任官33年目）    | 2006年（平成18年）7月11日 - 2007年（平成19年）11月9日   | 広島高等裁判所部総括判事           | 大坂高等裁判所部総括判事     |
| 岩田嘉彦   | 26期 （任官33年目）    | 2007年（平成19年）11月10日 - 2008年（平成20年）12月29日 | 名古屋地方裁判所部総括判事         | （依願退官・公証人）         |
| 長門栄吉   | 26期 （任官32年目）    | 2009年（平成21年）1月1日 - 2011年（平成23年）8月12日    | 岡山家庭裁判所所長                 | 名古屋高等裁判所部総括判事   |
| 石山容示   | 30期 （任官33年目）    | 2011年（平成23年）8月13日 - 2013年（平成25年）3月19日   | 東京高等裁判所判事                 | 名古屋高等裁判所部総括判事   |
| 揖斐潔     | 32期 （任官32年目）    | 2013年（平成25年）3月20日 - 2014年（平成26年）5月29日   | 神戸地方裁判所尼崎支部支部長       | 名古屋高等裁判所部総括判事   |
| 髙部眞規子 | 33期 （任官34年目）    | 2014年（平成26年）5月30日 - 2015年（平成27年）6月20日   | 横浜地方・家庭裁判所川崎支部支部長 | 知的財産高等裁判所部総括判事 |
| 松田亨     | 37期 （任官31年目）    | 2015年（平成27年）6月21日 - 2016年（平成28年）6月6日    | 大阪地方・家庭裁判所堺支部支部長   | 大坂高等裁判所部総括判事     |
| 木下秀樹   | 30期 （任官39年目）    | 2016年（平成28年）6月7日 - 2017年（平成29年）5月18日    | 名古屋高等裁判所部総括判事         | （定年退官・弁護士）         |
| 倉田慎也   | 35期 （任官35年目）    | 2017年（平成29年）5月19日 - 2019年（平成31年）3月22日   | 名古屋地方裁判所部総括判事         | 名古屋高等裁判所部総括判事   |
| 石川恭司   | 39期 （任官33年目）    | 2019年（平成31年）3月23日 - 2021年（令和3年）2月28日    | 名古屋高等裁判所金沢支部部総括判事 | 大阪高等裁判所部総括判事     |
| 村野裕二   | 40期                   | 2021年（令和3年）3月1日 - 2022年（令和4年）2月28日      | 名古屋地方裁判所部総括判事         | （依願退官・公証人）         |
| 長谷部幸弥 | 42期                   | 2022年（令和4年）3月1日 -                               | 京都地方裁判所部総括判事           |                              |